# الفضاء (سلسلة وثائقية)
الفضاء (Space) (معروفة في الولايات المتحدة الأمريكية تحت اسم Hyperspace)، هي سلسلة وثائقية من إنتاج قناة بي بي سي الوثائقية (BBC Documentary) في عام 2001، والتي تتألف من ست حلقات تغطي عددا من الموضوعات المتعلقة بالفضاء الخارجي، يقوم بالتعليق على السلسلة الفنان سام نيل (Sam Neill)
الحلقات:
| # | عنوان الحقة                 | تفاصيل الحلقة                                                                                |
| - | --------------------------- | -------------------------------------------------------------------------------------------- |
| 1 | شئون نجمية Star Stuff       | تغطي الحلقة نشأة الحياة وكيفية تكون الكون عن طريق حرق النجوم لذاتها                          |
| 2 | البقاء أحياء Staying Alife  | تتناول الحلقة احتمال تدمير الأرض من خلال ثقب أسود أو شهاب                                    |
| 3 | الثقوب السوداء Black Holes  | تتناول الحلقة كيفية تكون الثقوب السوداء وسلوكها، وإمكانية تدميرها للنظام الشمسي              |
| 4 | هل نحن بمفردنا Are We Alone | تبحث الحلقة في إمكانية الحياة خارج كوكب الأرض، وإمكانية اتصال الإنسان بها                    |
| 5 | عوالم جديدة New Worlds      | تغطي الحلقة إمكانية الانتقال لتكوين مستعمرات على كواكب أخرى سواء داخل نظامنا الشمسي أو خارجه |
| 6 | الذهاب بجرأة Boldly Go      | تتناول الحلقة التطور التكنولوجي الذي يمكننا من غزو الفضاء                                    |

إصدارات الديفيدي:
1- تم إصدار السلسلة على أسطوانات ديفيدي المنطقة الثانية في العام 2001
2- تم إصدار السلسلة على أسطوانات ديفيدي المنطقة الأولى تحت اسم Hyperspace في العام 2002
وصلات خارجية:
Space على موقع Internet Movie Database